# Aleksandr Medved'
Aleksandr Vasil'evič Medved' (in russo Алекса́ндр Васи́льевич Медве́дь? in bielorusso Аляксандр Васілевіч Мядзведзь?, Aljaksandr Vasilevič Mjadzvedz'; Bila Cerkva, 16 settembre 1937 – Minsk, 2 settembre 2024) è stato un lottatore sovietico specializzato nella lotta libera, nominato dalla Federazione Internazionale delle Lotte Associate (FILA) come "uno dei più grandi lottatori della storia".

## Biografia
Secondo Medved', i suoi nonni provenivano dalla Russia ed erano di alta statura; Medved' era più piccolo, 190 cm e oltre 100 kg di peso, ma abbastanza grande da adattarsi al suo cognome, che in russo significa orso.
Tra il 1962 e il 1972 vinse tre medaglie d'oro olimpiche, sette titoli mondiali e tre europei.
Tra il 1967 e il 1972, Medved' ebbe una rivalità con il lottatore bulgaro Osman Duraliev. Si incontrarono otto volte nelle finali dei principali campionati internazionali e Medved' vinse in tutte le occasioni. Fu vicino a perdere ai mondiali del 1971 a Sofia, dove Duraliev era in vantaggio 4: 3 a 43 secondi dalla fine. Tuttavia Medved' riuscì a pareggiare e vinse per il proprio peso corporeo, inferiore a quello dell'avversario.
Fu portabandiera per l'Unione Sovietica alle Olimpiadi del 1972 e per la Bielorussia e pronunciò il giuramento olimpico alla cerimonia di apertura delle Olimpiadi del 1980.
Dopo essersi ritirato dalle competizioni nel 1972, Medved' si trasferì in Bielorussia, dove prestò servizio con l'esercito sovietico alla fine degli anni '50. Lì lavorò come allenatore nazionale e tenendo conferenze presso l'Università statale bielorussa di informatica e radioelettronica.
Dopo lo scioglimento dell'Unione Sovietica fu nominato vice-presidente del Comitato olimpico della Bielorussia e della Belarus Wrestling Federation. In precedenza ricevette l'ordine di Lenin (1964), l'ordine della Bandiera rossa del lavoro (1970) e l'ordine del distintivo d'onore (1964, 1969, 1985). Nel 2001 venne scelto come miglior atleta bielorusso del XX secolo e nel 2003 diventò uno dei primi 10 a essere inseriti nella FILA International Wrestling Hall of Fame. Divenne cittadino onorario di Minsk, dove dal 1970 si tiene un torneo annuale di wrestling in suo onore.
Morì a Minsk il 2 settembre 2024, due settimane prima di compiere 87 anni.

## Vita privata
Medved' si sposò con Tat'jana, con la quale ebbe due figli, Elena e Aleksej. Elena è stata campionessa di tennis di Bielorussia, mentre Aleksej ha vinto un titolo mondiale junior nella lotta nel 1987.

## Palmarès
| Anno | Manifestazione | Sede              | Categoria | Risultato |
| ---- | -------------- | ----------------- | --------- | --------- |
| 1961 | Mondiale       | Yokohama          | +87 kg    | Bronzo    |
| 1962 | Mondiale       | Toledo            | 97 kg     | Oro       |
| 1963 | Mondiale       | Sofia             | 97 kg     | Oro       |
| 1964 | Olimpiade      | Tokyo             | 97 kg     | Oro       |
| 1965 | Mondiale       | Manchester        | 97 kg     | Argento   |
| 1966 | Europeo        | Karlsruhe         | +97 kg    | Oro       |
| 1966 | Mondiale       | Toledo            | 97 kg     | Oro       |
| 1967 | Mondiale       | Nuova Delhi       | +97 kg    | Oro       |
| 1968 | Europeo        | Skopje            | +97 kg    | Oro       |
| 1968 | Olimpiade      | Città del Messico | +97 kg    | Oro       |
| 1969 | Mondiale       | Mar del Plata     | +100 kg   | Oro       |
| 1970 | Mondiale       | Edmonton          | +100 kg   | Oro       |
| 1971 | Mondiale       | Sofia             | +100 kg   | Oro       |
| 1972 | Europeo        | Katowice          | +100 kg   | Oro       |
| 1972 | Olimpiade      | Monaco di Baviera | +100 kg   | Oro       |